# 1998 UJ20
1998 UJ20 är en asteroid i huvudbältet som upptäcktes den 20 oktober 1998 av de båda japanska astronomerna Seiji Ueda och Hiroshi Kaneda i Kushiro.
Asteroiden har en diameter på ungefär 4 kilometer.